# Anolis phyllorhinus
Anolis phyllorhinus este o specie de șopârle din genul Anolis, familia Polychrotidae, descrisă de Robert F. Myers și Carvalho 1945. Conform Catalogue of Life specia Anolis phyllorhinus nu are subspecii cunoscute.